# Erinome (Mond)
Erinome (auch Jupiter XXV) ist einer der kleineren äußeren Monde des Planeten Jupiter.

## Entdeckung
Erinome wurde am 23. November 2000 von Astronomen der Universität Hawaii entdeckt. Er erhielt zunächst die vorläufige Bezeichnung S/2000 J 4.
Benannt wurde der Mond nach Erinoma aus der griechischen Mythologie, der Tochter des Celes, die zur Liebe mit Zeus gedrängt wurde.

## Bahndaten
Erinome umkreist Jupiter in einem mittleren Abstand von 23.196.000 km in 728 Tagen, 12 Stunden und 14 Minuten. Die Bahn weist eine Exzentrizität von 0,2665 auf. Mit einer Neigung von 164,934° ist die Bahn retrograd, d. h. der Mond bewegt sich entgegen der Rotationsrichtung des Jupiter um den Planeten. 
Aufgrund seiner Bahneigenschaften wird Erinome der Carme-Gruppe, benannt nach dem Jupitermond  Carme, zugeordnet.

## Physikalische Daten
Erinome  hat einen mittleren Durchmesser von etwa 3 km. Seine Dichte wird auf 2,6 g/cm³ geschätzt, was sich aus der Annahme eines Aufbaus aus überwiegend silikatischem Gestein ableitet.
Erinome weist eine sehr dunkle Oberfläche mit einer Albedo von 0,04, d. h., nur 4 % des eingestrahlten Sonnenlichts werden reflektiert. Die scheinbare Helligkeit beträgt 22,8m.